# Åke Kihlman
Åke Henrik Kihlman, född 15 april 1901 i Helsingfors, död 26 december 1968, var en finländsk företagsledare.
Kihlman blev student 1918 och dimitterades från Högre svenska handelsläroverket 1920. Han anställdes vid Tammerfors Linne- & Jernmanufaktur Ab (senare känt som Tampella Ab) 1920, blev biträdande verkställande direktör 1929 och var generaldirektör i Tampella Ab från 1959. Han var även styrelseordförande i Finska Kartongföreningen, Suomen Trikoo Oy, Kaukomarkkinat Oy, Oy Strömberg Ab och Sunila Oy. Han tilldelades bergsråds titel 1951
Kihlman var son till bankdirektör Henrik Kihlman och Eva Åkesson och ingick 1927 äktenskap med Margareta Hällfors, dotter till hovrättsrådet Edward Hällfors och Signe Margareta Nordman. Han var far till Märta Kihlman (1934–2011) som i äktenskap med journalisten och översättaren Jens Hildén blev mor till musikern Hempo Hildén.